# Fernando Mendonça
Fernando Mendonça é um ator e dublador brasileiro nascido em 19 de janeiro de 1989 em Areia Branca, Rio Grande do Norte.

## Carreira
Mendonça gostava de imitar as vozes dos personagens que via na TV quando criança. Mudou-se para Mossoró aos 13 anos de idade, aonde viver por sete anos. Lá, participou de uma peça sobre o Scooby-Doo, onde interpretou o personagem Salsicha. A peça conseguiu a lotação máxima do Teatro Municipal Dix-Huit Rosado.
Com 20 anos, mudou-se para o Rio de Janeiro, onde começou sua carreira como dublador. A adaptação não foi fácil, tendo até que alterar seu modo de falar, já que o sotaque não era bem-vindo. Atualmente, consegue mesclar elementos de sua origem em seu trabalho, com base em São Paulo, para onde se mudou em 2021.
Mendonça tem gosto especial em interpretar personagens que exigem mudanças velozes no tom de voz. Admirando o fato de poder se transformar em qualquer personagem.
O dublador destaca nomes como Mário Monjardim e Orlando Drummond como mestres e inspirações, principalmente o momento em que Monjardim, primeiro dublador do Salsicha no Brasil, o encorajou a tocar seu legado. Com dubladores mais experientes, aprendeu, desde o início, a ouvir e ajudar outros da mesma área, criando um ambiente de ajuda recíproca.
Mendonça é defensor do movimento Dublagem Viva, que preza pela regulamentação do uso de inteligência artificial na área artística e, portanto, na dublagem. O movimento visa a proteção da autoria, para que vozes não possam ser utilizadas sem a devida autorização.
Além de dublador, Mendonça sempre esteve envolvido no mercado de animação, e acabou por ser um dos fundadores do Combo Studio, responsável pelo canal O (Sur)real Mundo de Any Malu, do qual Mendonça é roteirista e faz a voz dos personagens Willen e Shupika. Ele repete a dose no Any Malu Show, série da qual foi showrunner. Um dos episódios pelo qual ficou responsável, inclusive, foi exibido no Festival de Animação de Annecy.
Já participou de vários eventos pelo Brasil, como o Anime Summit e a CCXP.
Em 2016, foi escolhido para cantar a música "Pra Ir Além", na versão brasileira do filme Moana.
Em 2022, fez a voz do ator Oscar Isaac na série do Universo Cinematográfico Marvel Cavaleiro da Lua.
Durante a pandemia, foi um dos organizadores do projeto "Alô, Quem Fala?", uma forma de financiamento coletivo online com recompensas onde profissionais da dublagem puderam ter alguma ajuda financeira para se manter.
Em 2024, dublou o personagem Vergonha no filme Divertida Mente 2.

## Papéis em dublagem
Timão em Timão e Pumba e a Guarda do Leão
Emporio Ivankov, em One Piece
Cebola em Steven Universe
Jayce em Arcane
Salsicha em Scooby! O Filme
Double Trouble em She-Ra e as Princesas do Poder
Limão Grab, Marshall Lee e Cake em Hora de Aventura
Jean Pierre Polnareff em JoJo's Bizarre Adventure: Stardust Crusaders
Desejo em The Sandman
Mordo em X-Men '97
Todas as versões do Cavaleiro da Lua em Cavaleiro da Lua
Vergonha, em Divertida Mente 2